# メトロ・セブ
メトロ・セブ（英語: Metro Cebu）、メトロポリタン・セブ (Metropolitan Cebu) またはセブ都市圏 (Cebu Metropolitan Area) は、フィリピンのセブ島および周辺の小島で構成されるセブ州の主要都市圏であり、メトロ・マニラと同様、フィリピン政府によって公式に設立された都市圏である。2010年時点の都市圏人口は2,551,100人。

## 概要

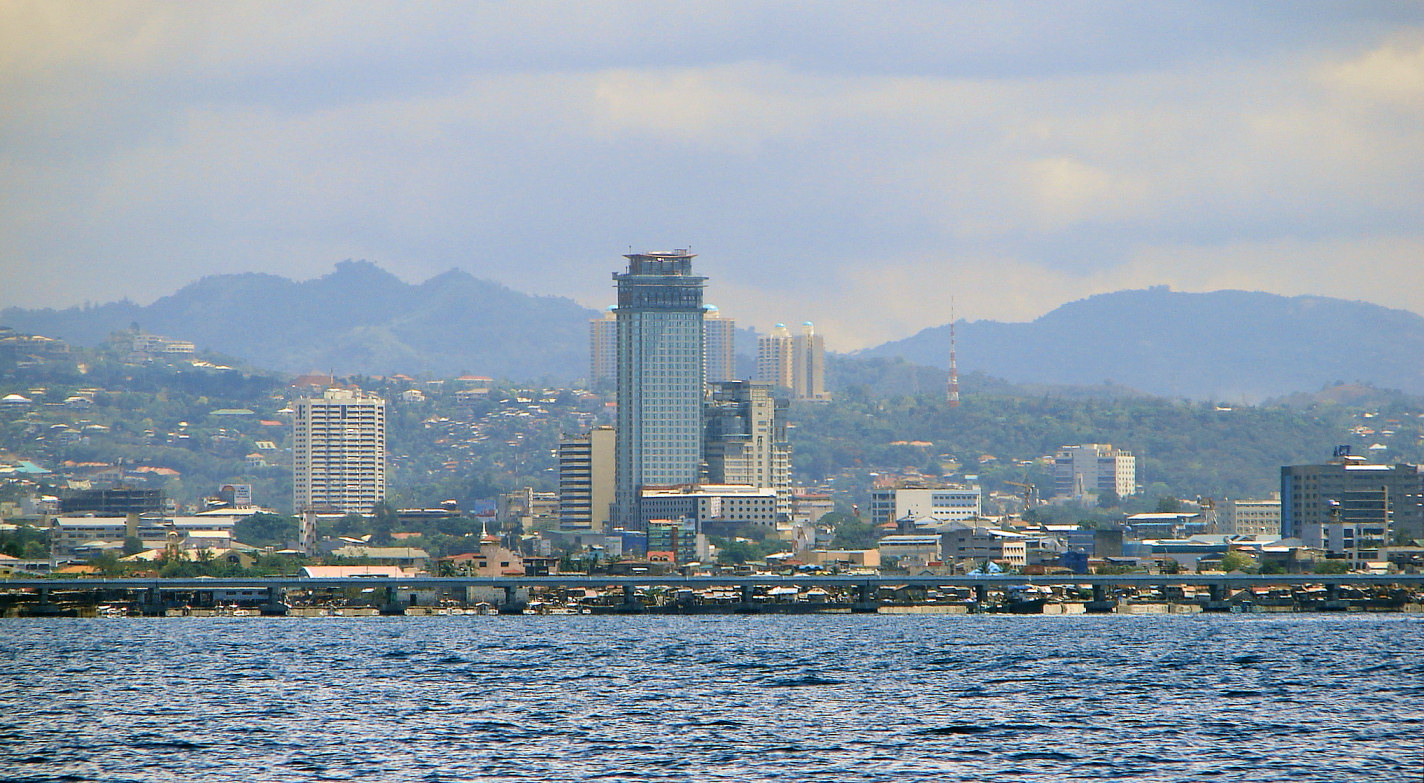
セブ市

大都市圏の中心は、フィリピンで一番古い植民都市であり、セブ州の州都でフィリピン中部（ビサヤ地方）の中心都市でもあるセブ市。ほか、セブを含め7市6町からメトロ・セブは成り立っている。メトロ・セブは、セブ島の中央部の東海岸と、隣接する小島マクタン島にまたがっており、セブ州の面積の20%、人口の57.5%を占めている（2000年調べ）。
フィリピンではメトロ・マニラに次ぐ人口第2位の大都市圏であり、またルソン島以外では最も人口過密な都市である。メトロ・セブは、1970年代のマルコス政権時代、マニラ首都圏の諸都市をひとまとめにしたメトロ・マニラの経験をもとに政府の都市計画専門家たちが構想した。メトロ・セブには、セブ州知事とメトロ・セブを構成する市町の長をメンバーとする、市都市計画などを話し合うメトロポリタン・セブ開発評議会 (Metropolitan Cebu Development Council) があるが、メトロ・マニラのメトロポリタン・マニラ開発局 (Metropolitan Manila Development Authority) のような法的な権限は持たない。開発評議会を正式な開発局とする案はあるが、提案のまま止まっている。
セブ市は、セブ州のみならずビサヤ諸島とミンダナオ島北部一帯のビジネス・教育・港湾の中心地である。一方、大きな工場などはマンダウエ市にある。タリサイ市は住宅都市で、中小企業により市の収入が成り立っている。マクタン・セブ国際空港、輸出加工区域はマクタン島のラプ＝ラプ市西北部にある。またセブの主要なビーチリゾートやホテルはラプ＝ラプ市の東海岸一帯に連なっている。

## 行政区
メトロ・セブは以下の7市6町（数13区）から構成される。2005年10月には北に隣接する鉱工業都市ダナオ市および南に隣接する住宅都市のカルカルとサンフェルナンドの2町もメトロ・セブに含まれることになり、2007年にはナガとカルカルが市に昇格した。
| 市                              | 島                                      | 人口    | 面積 （km²） | 人口密度 （km² あたり） |
| ------------------------------- | --------------------------------------- | ------- | ------------ | ----------------------- |
| セブ市 (Cebu City)              | セブ島                                  | 718,821 | 279.45       | 2,572.3                 |
| ラプ＝ラプ市 (Lapu-Lapu City)   | マクタン島（基本） オランゴ環礁（応用） | 217,019 | 59.23        | 287.3                   |
| マンダウエ市 (Mandaue City)     | セブ島                                  | 259,728 | 28.88        | 8,993.4                 |
| タリサイ市 (Talisay City)       | セブ島                                  | 148,110 | 42.22        | 1,139.5                 |
| ダナオ (Danao)                  | セブ島                                  | 98,781  | 107.30       | 920.6                   |
| カルカル (Carcar)               | セブ島                                  | 89,199  | 96.10        | 928.2                   |
| ナガ (Naga)                     | セブ島                                  | 80,189  | 98.24        | 816.3                   |
| 町                              | 島                                      | 人口    | 面積 （km²） | 人口密度 （km² あたり） |
| コンポステラ (Compostela)       | セブ島                                  | 31,446  | 68.90        | 456.4                   |
| コンソラシオン (Consolacion)    | セブ島                                  | 62,298  | 42.05        | 1,481.5                 |
| コルドバ (Cordova)              | マクタン島（基本） オランゴ環礁（応用） | 34,032  | 8.46         | 4,022.7                 |
| リロアン (Liloan)               | セブ島                                  | 64,970  | 45.09        | 1,440.9                 |
| ミングラニラ (Minglanilla)      | セブ島                                  | 77,268  | 48.97        | 1,577.9                 |
| サンフェルナンド (San Fernando) | セブ島                                  | 48,235  | 74.05        | 651.4                   |

## 交通

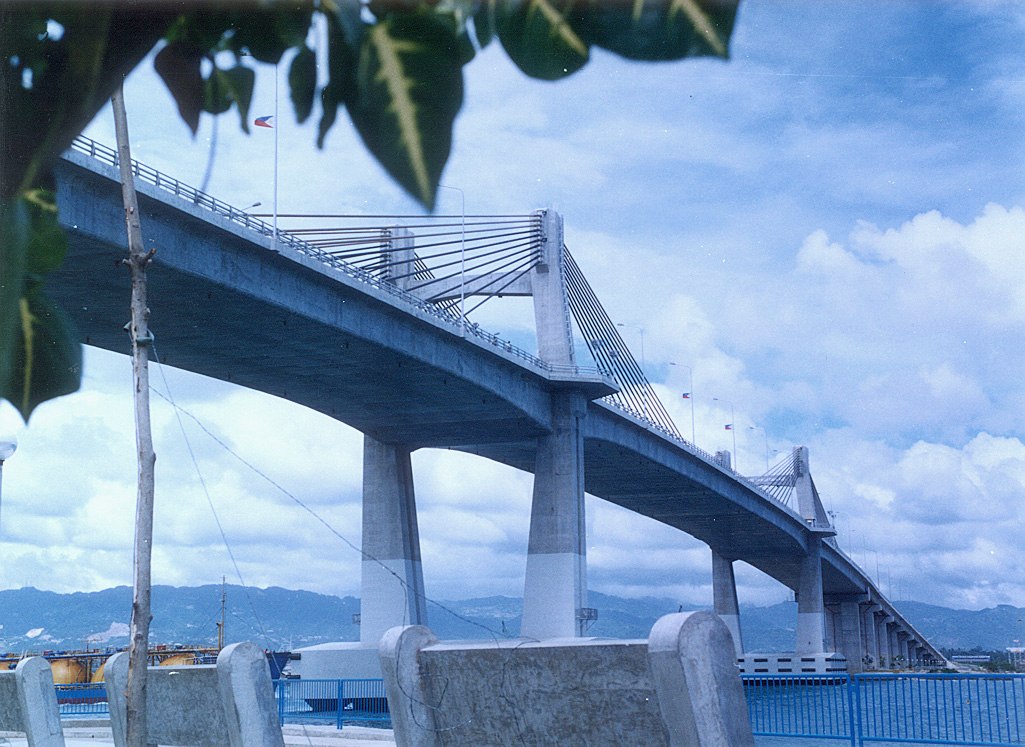
セブ島とラプ＝ラプ市を結ぶマルセロ・フェルナン橋

### 航空
マクタン・セブ国際空港はセブパシフィック航空とPAL エクスプレスのハブ空港となっており、フィリピン各地だけでなく東京、大阪、ソウル、台北、香港、シンガポール、バンコクなどアジアの代表的な大都市へ定期便やチャーター便を就航させている。

### 海運
セブ港はマクタン島とセブ島の間の海峡に面し、古来からマクタン島を天然の防波堤とした安全な港であった。現在もビサヤ諸島を中心にルソン島からミンダナオ島までの各地に向かうフェリーの中心となっており、フィリピンの船会社の多くが本社を置く。コンテナ船のための大規模な埠頭も整備されている。

### 道路
セブ島内の交通は、都市間を結ぶ料金先払い式のクーポンタクシーや、セブ市のノースバスターミナルとサウスバスターミナルから出る長距離バスなどがあり、メトロ・セブ内部では決まった区間を運行するジープニーが多く走っている。セブ島とマクタン島の間にはマクタン・マンダウエ橋とマルセロ・フェルナン橋の2本が架かっており、3本目の建設が進行中。

### 鉄道
かつてセブ島東岸のダナオとアルガオの間を走っていた鉄道は廃止されているが、道路交通の混雑により、廃線敷を使いダナオからカルカルまでメトロ・セブを南北に縦断するラピッド・トランジットを建設する計画がある。第1期事業ではコンソラシオン - マンダウエ - セブ - タリサイの20kmを結ぶ。また第2期事業ではタリサイから南にカルカルまでの35km、第3期事業ではコンソラシオンから北にダナオまでの15kmを延伸する構想もある。